# Siluosaurus
Силуозавр (лат. Siluosaurus) — род динозавров из инфраотряда орнитопод нижнемеловой эпохи Азии. Типовой и единственный вид Siluosaurus zhanggiani назван и описан китайским палеонтологом Dong Zhiming в 2007 году. Родовое имя ссылается на место нахождения останков — Великий шёлковый путь (кит. 丝路, Sī lù). Видовое имя дано в честь китайского путешественника и дипломата Чжан Цяня, сыгравшего решающую роль в формировании Великого шёлкового пути во втором веке до нашей эры.

## История исследования
Голотип IVPP V.11117 (1-2), включающий два зуба, обнаружен в слоях стратиграфической группы Xinminbao, датированных барремом — альбом, 130,0—112,6 млн лет назад, провинция Ганьсу, Китай. Зубы были обнаружены в 1992 году в ходе Китайско-японской экспедиции Динозавров Шёлкового пути.

## Описание
Известен только по двум зубам. Премаксиллярный зуб (из верхней части клюва) был в длину 7 мм, другой, максиллярный зуб (верхнечелюстной) имел длину 3,7 мм. Исходя из этого, можно предположить, что динозавр был в длину примерно 1—2 м.

## Систематика
Dong предположил, что силуозавр относится к гипсилофодонтидам. Norman и др. в 2004 году из-за бедности экземпляра впоследствии расценили силуозавра как nomen dubium среди базальных орнитопод.